# 雙線匕齧魚
雙線匕齧魚，為輻鰭魚綱脂鯉目脂鯉亞目脂鯉科的其中一個種。分布於南美洲Tietê河上游流域，體長可達4.1公分，棲息在底中層水域，生活習性不明。

## 扩展阅读
維基物種上的相關：雙線匕齧魚